# Samy Debah
Samy Debah, né le 14 octobre 1971 à Paris, est un enseignant, militant associatif et homme politique français.
Il est le fondateur du Collectif contre l'islamophobie en France (CCIF), qu’il préside de 2003 à 2017 et qui est dissous par le gouvernement en 2020.
Candidat sans étiquette soutenu par les Indigènes de la République, il parvient au second tour des élections législatives de 2017 dans 8e circonscription du Val-d'Oise et est battu de peu au second tour des élections municipales de 2020 à Garges-lès-Gonesse.

## Situation personnelle
Samy Debah est né le 14 octobre 1971 à Paris de deux parents algériens arrivés en France au début des années 1960,.
Depuis 1993, il enseigne l'histoire-géographie au lycée Simone-de-Beauvoir, un établissement public de Garges-lès-Gonesse,.
D’après Élisabeth Badinter et Georges Bensoussan, qui le qualifient de « vieux routier du militantisme politico-religieux », il a été le dirigeant de l'association Le Rappel, créée en décembre 1990, « active sur le département du Val-d'Oise dans le soutien aux jeunes filles voilées ». En 1993, avec Nouari Khiari, il fonde l'association « Jeunes citoyens de France », dont il devient secrétaire général.
Il reconnaît avoir été un prédicateur (da'i) du Tabligh de ses « 17 à 20 ans ». Il déclare : « être Frère musulman, ce n’est pas une tare, mais je ne le suis pas ». Pour Mohamed Louizi, lui-même ancien Frère musulman, il est issu de la « frérosphère ».

## Engagement militant et politique

### Collectif contre l'islamophobie en France
Fin 2003, Samy Debah fonde le Collectif contre l'islamophobie en France (CCIF), qui entend compter les actes antimusulmans et d’apporter une aide à ses victimes. Un article de Libération indique : « L’histoire du collectif se confond étroitement avec la propre trajectoire de Samy Debah. Au CCIF, le vrai patron, c’est lui, même si les porte-parole successifs ont incarné médiatiquement l’association. […] Il est à la fois l’un des acteurs et l’une des réussites du retour à l’islam des enfants de la deuxième génération d’immigrés dans les années 90. ».
Pour Bernard Godard, Samy Debah « fait partie de cette nouvelle génération venue à l'islam par les réseaux fréristes, l'UOIF ou le Collectif des musulmans de France proche de Tariq Ramadan ». Selon Laure Daussy de Charlie Hebdo, Samy Debah est lui-même proche de Tariq Ramadan. Selon Bernard Rougier, Samy Debah a pour stratégie la confusion : « Le terme d’islamophobie a précisément pour fonction d’empêcher de distinguer islam et islamisme. »
Rapporteuse de la commission d’enquête sur la radicalisation islamiste, la sénatrice Jacqueline Eustache-Brinio s’inquiète que « le CCIF [soit] domicilié chez lui », dans le Val-d'Oise, où il se présente aux élections.
En 2015, peu de temps après l'attentat contre Charlie Hebdo et la prise d'otages de l'Hyper Cacher, Samy Debah dénonce, lors d'un rassemblement public à Saint-Denis, un « racisme d'État contre les musulmans qui ressemble étrangement à ce qu'on a pu connaître dans les années 1930 ».
Il quitte la présidence de l’association en mars 2017 pour se consacrer à sa candidature aux élections législatives. Accusé par le ministre de l'Intérieur Gérald Darmanin de faire de la « propagande islamiste », le CCIF sera dissous en conseil des ministres le 2 décembre 2020.

### Candidatures électorales

#### Élections législatives de 2017

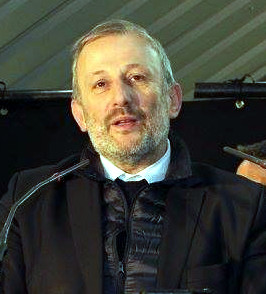
François Pupponi, adversaire de Samy Debah au second tour des élections législatives de 2017.

Aux élections législatives de 2017, il se présente dans la huitième circonscription du Val-d'Oise en tant qu’indépendant, déclarant avoir décliné le soutien de militants de partis de gauche. Il reçoit notamment l’appui du mouvement des Indigènes de la République. Selon l'essayiste anti-islamiste Mohamed Louizi (ex-président de la section lilloise des Étudiants musulmans de France), il est alors l'un des candidats « notoirement islamistes »,.
À l’issue du premier tour, il obtient 13,9 %, se qualifiant pour le second tour face au maire de Sarcelles et député de gauche sortant, François Pupponi. Dans l’entre-deux-tours, le Premier ministre socialiste de 2016 à 2017, Bernard Cazeneuve, se déplace dans la circonscription et appelle au « front républicain » contre Samy Debah. Ce dernier obtient finalement 34,2 % des suffrages exprimés au second tour, avec un taux d’abstention de 69,1 %. Il est cependant majoritaire dans la commune de Garges-lès-Gonesse avec 55,7 % des voix.
Ne se représentant pas aux élections législatives de 2022 afin de ne « pas réduire les chances d’éliminer François Pupponi », il ne soutient aucun candidat au premier tour et appelle à voter Carlos Martens Bilongo (LFI) au second.

#### Élections municipales de 2020
Aux élections municipales de 2020, il est tête de liste sans étiquette à Garges-lès-Gonesse. Le ministère de l'Intérieur considère sa liste comme communautariste et liée à l'islam politique. Samy Debah affirme qu'un tel jugement est « un préjugé raciste » et menace de porter plainte.
Le politologue Julien Talpin note : « Alors qu’on lui reproche de cibler l’électorat musulman, peu de ses propositions semblent les concerner directement, lui prétendant à l’inverse vouloir s’adresser à l’ensemble des citoyens de sa commune. Ce qui est en réalité reproché à Samy Debah, c’est son passé : il a été président fondateur du Collectif contre l’islamophobie en France (CCIF). Cette association qui lutte contre les discriminations qui touchent les musulman.es notamment via le recours au droit, reconnue comme un interlocuteur dans plusieurs instances internationales, est pourtant fréquemment attaquée pour son "communautarisme" supposé ou sa "proximité avec les Frères musulmans" ».
Samy Debah axe son programme « sur la sécurité, ainsi que l’éducation et la réussite scolaire, qui tient à cœur à ce professeur d’histoire dans le secondaire », militant « pour le retour d'un commissariat de plein exercice ». La candidate soutenue par La France insoumise, Paméla Hocini, à qui Debah a proposé une alliance qu’elle a refusée, le considère comme un homme de « de droite et populiste. Il parle de l’insécurité comme Sarko ». Il incorpore une dimension écologiste à son programme et place en troisième position sur la liste un membre d'Europe Écologie Les Verts en la personne de Dean Nguyen. Pour l'universitaire Bernard Rougier, « Samy Debah n'a plus besoin de mettre en avant un agenda de défense de l'islam, parce que cet électorat lui est acquis et qu'il a besoin de ratisser plus large ». Selon le journaliste Louis Hausalter, de Marianne, « derrière une campagne axée sur des sujets quotidiens (sécurité, emploi, éducation), ce professeur d'histoire-géographie n’a pas hésité à draguer l’électorat musulman, notamment en diffusant un tract traduit en plusieurs langues à l’occasion de la fin du ramadan l’été dernier ».
Au premier tour du scrutin municipal, sa liste réunit 34,7 % des suffrages exprimés, arrivant derrière celle du candidat de l'UDI Benoît Jimenez (42,4 %), soutenu par la majorité présidentielle et le maire sortant,,. Au second tour, ce dernier l’emporte de seulement 127 voix (sur 7 763 votants) face à la liste de Samy Debah, qui annonce aussitôt le dépôt d’un recours en annulation. Le 18 février 2021, le recours est rejeté par le tribunal administratif de Cergy-Pontoise.

## Résultats électoraux

### Élections législatives
| Année | Parti | Parti | Circonscription  | 1er tour | 1er tour | 1er tour | 2d tour | 2d tour | 2d tour | Issue |
| Année | Parti | Parti | Circonscription  | Voix     | %        | Rang     | Voix    | %       | Rang    | Issue |
| ----- | ----- | ----- | ---------------- | -------- | -------- | -------- | ------- | ------- | ------- | ----- |
| 2017  |       | SE    | 8e du Val d'Oise | 2 352    | 13,94    | 2e       | 5 328   | 34,20   | 2e      | Battu |

### Élections municipales
Les résultats ci-dessous concernent uniquement les élections où il est tête de liste.
| Année | Parti | Parti | Commune            | 1er tour | 1er tour | 1er tour | 2d tour | 2d tour | 2d tour | Sièges obtenus |
| Année | Parti | Parti | Commune            | Voix     | %        | Rang     | Voix    | %       | Rang    | Sièges obtenus |
| ----- | ----- | ----- | ------------------ | -------- | -------- | -------- | ------- | ------- | ------- | -------------- |
| 2020  |       | SE    | Garges-lès-Gonesse | 2 106    | 34,67    | 2e       | 3 705   | 49,16   | 2e      | 10 / 43        |